# Zwanenburcht

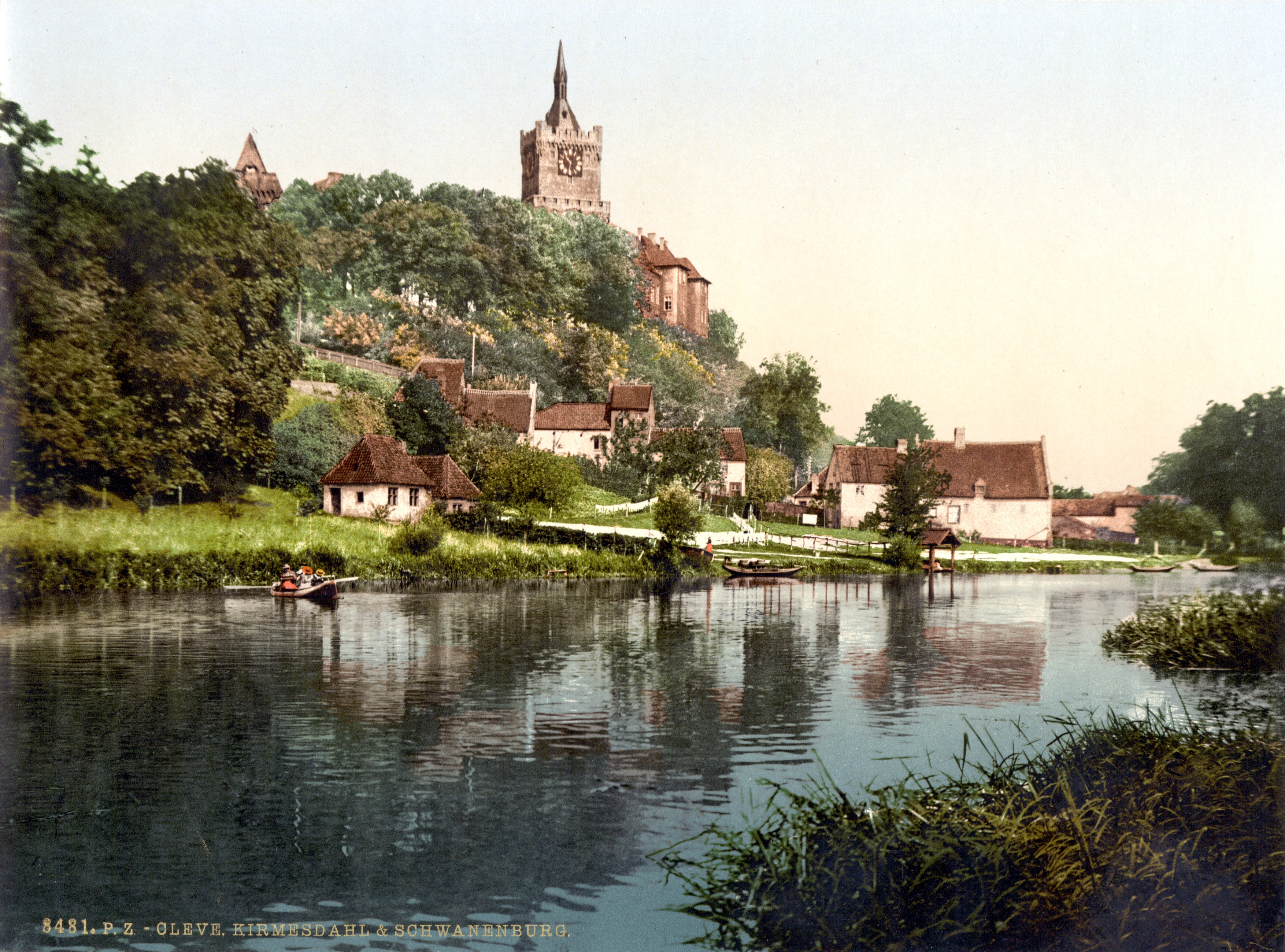

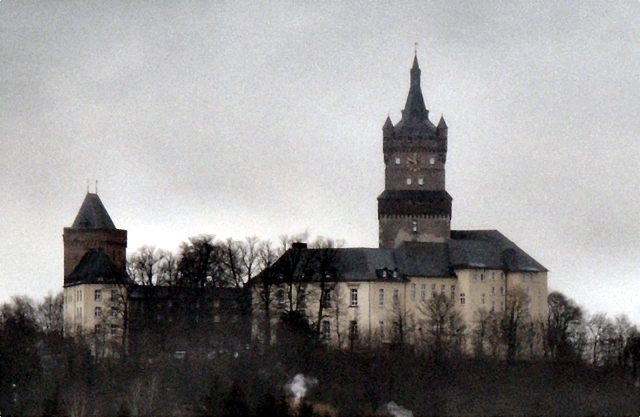

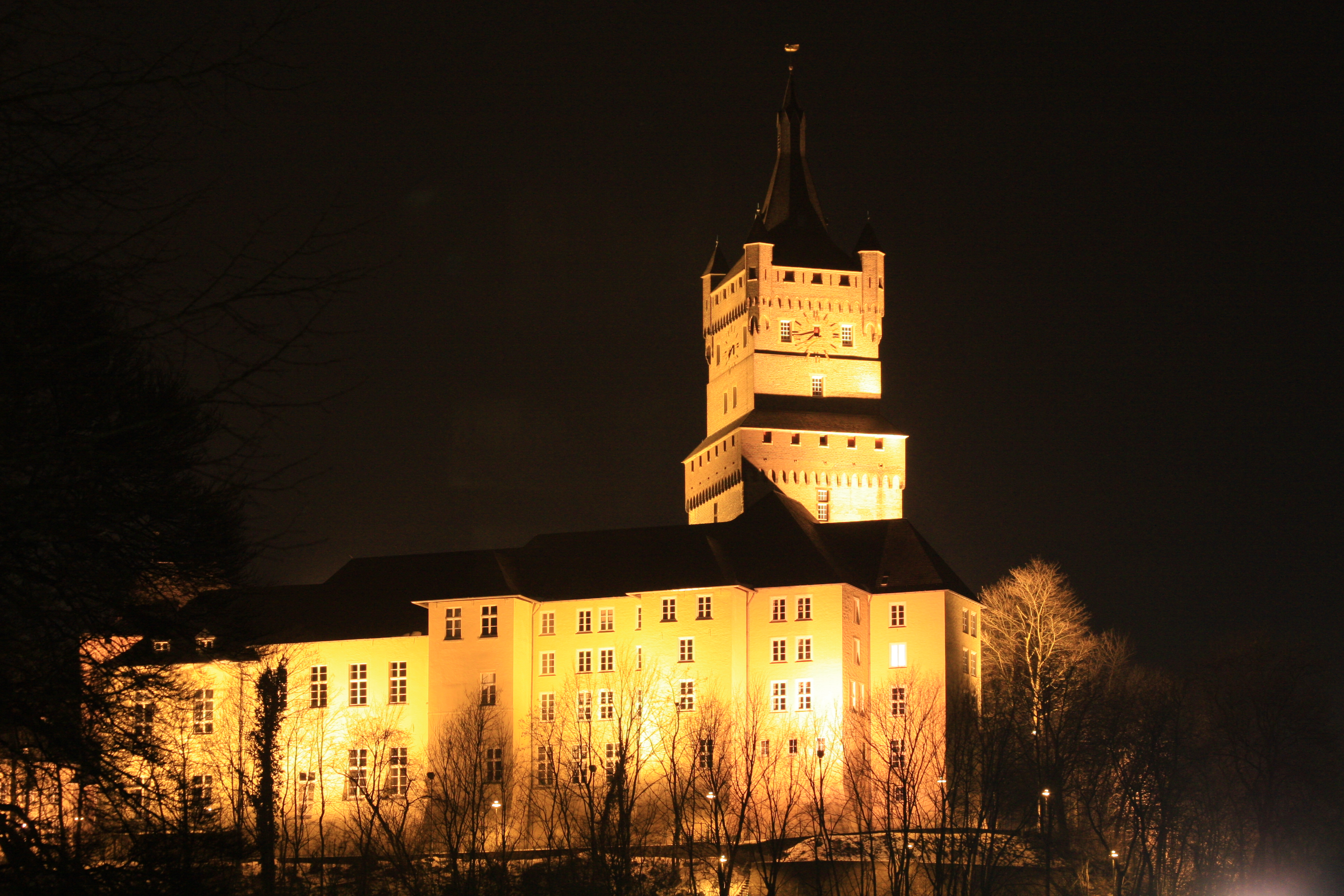

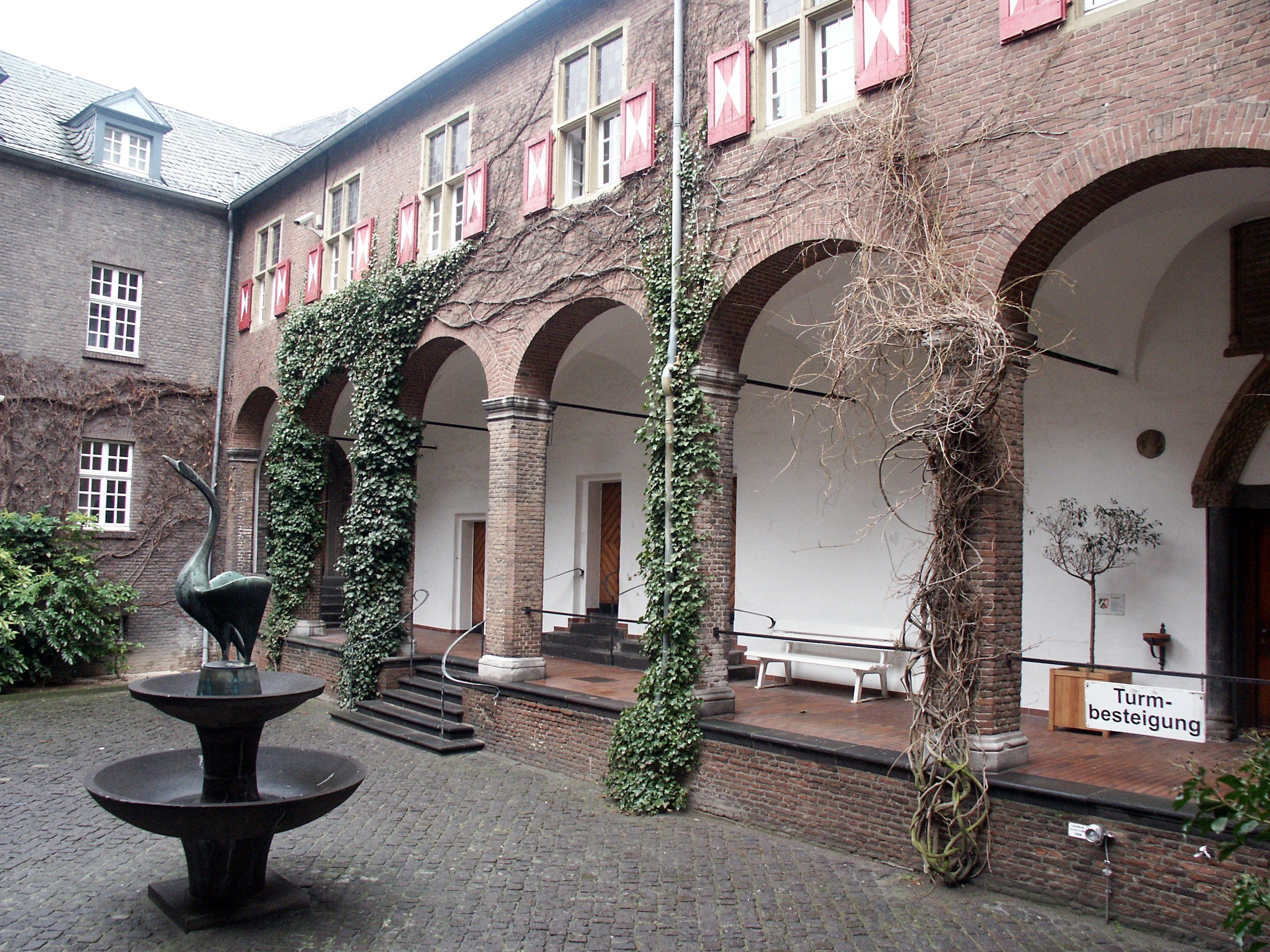

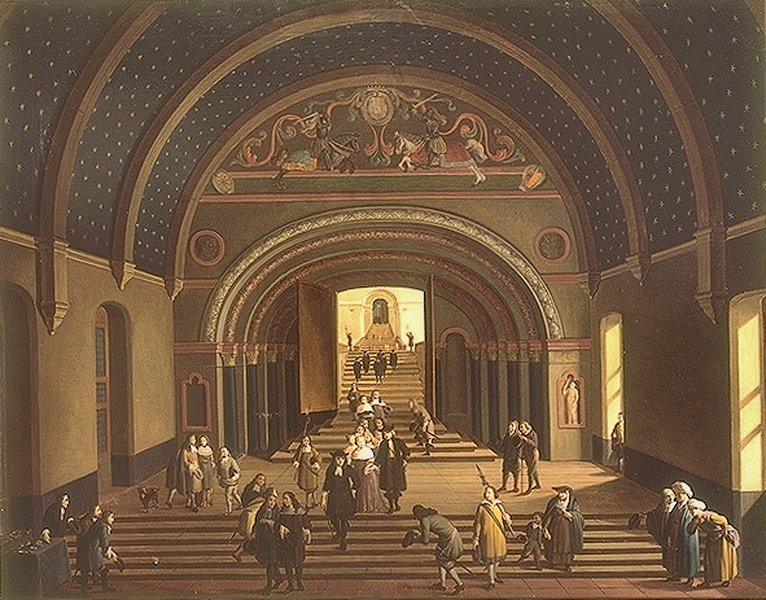

De Zwanenburcht is een kasteel te Kleef, in Noordrijn-Westfalen, dicht bij de Nederlandse grens, vermoedelijk gebouwd in de 11e eeuw voor de graven van Kleef op een spoorvormige uitloper van een heuvelketen. Het is een van de weinige hoogburchten aan de Nederrijn. De burchtberg was naamgevend voor de later ontstane nederzetting: Kleef betekent klif of klip.
De naam Zwanenburcht verkreeg het kasteel pas in de romantiek van de 19e eeuw. Vroeger werd het gebouw slechts “het slot van Kleef” genoemd. Hoewel men spreekt over een burcht, gaat het sinds een verbouwing in de 17e eeuw bij de Zwanenburcht niet meer om een burchtgebouw maar om een barok slot.

## Bewoners en bezitters

### Graven en hertogen van Kleef

#### Het huis Kleef
In het jaar 1092 werd voor de eerste keer een graaf Diederik III van Kleef op een oorkonde genoemd, die zich waarschijnlijk naar zijn, zich daar bevindende, burcht noemde.
Rond 1233 namen de graven van Kleef de karbonkel in hun wapen op en verwezen daarmee naar de legendarische Zwanenridder Helias als stamvader. Het was deze legende van de Zwaanridder, die in de middeleeuwen aan de zogenaamde Zwanentoren en in de 19e eeuw het gehele burchtgebouw haar huidige naam gaf.
Ten westen van het gebouw stichtte graaf Diederik IV de nederzetting Kleef en verleende haar op 25 april 1242 stadsrechten. De graven Diederik VII van Kleef en Jan van Kleef verwisselden de bij Kalkar gelegen burcht Monterberg voor de Kleefse burcht als vaste regeringszetel van het graafschap.

#### Huis Kleef-Mark
Toen de gravenfamilie in mannelijke lijn in 1368 uitstierf, kwam het graafschap Kleef alsook de Zwanenburcht als erfenis toe aan de graven van Mark. Adolf III van der Mark werd in 1417 door keizer Sigismund tot hertog van Kleef benoemd.
Het hoogtepunt van hun macht beleefden de hertogen pas eerst in de 16e eeuw als heersers van de verenigde hertogdommen Gulik-Kleef-Berg, die bovendien in het bezit waren van de graafschappen Mark en Ravensberg en voor korte tijd (1538 tot 1543) ook van het hertogdom Gelre. Dit had gevolgen voor de Zwanenburcht, want slechts zelden bracht het hof van het hertogdom zijn tijd door in Kleef. Voor het grootste gedeelte van zijn tijd hield het hof zich op in Düsseldorf, Gulik of Hambach.

### Markgraven van Brandenburg en Pruisische koningen
Met de dood van de kinderloze hertog Johan Willem van Kleef kwam de Zwanenburcht door vererving aan Johan Sigismund, de markgraaf van Brandenburg. Naast Berlijn en Koningsbergen werd Kleef de derde residentiestad van Brandenburg.
Onder de Brandenburgse stadhouder Johan Maurits van Nassau-Siegen beleefde de Zwanenburcht haar laatste grote bloeitijd. In naam van keurvorst Frederik Willem van Brandenburg liet hij Kleef met de Kleefse tuinen tot een tuin- en parkstad van Europese allure uitbouwen.
In de eerste helft van de 18e eeuw verloren de stad en daarmee ook haar burcht hun betekenis, omdat het zwaartepunt van de residentiefunctie en de regerings- en administratie-activiteit naar Berlijn en Potsdam verschoof. De Zwanenburcht werd nadien alleen nog voor administratie- en justitiedoeleinden gebruikt.

### Sinds 1794
Gedurende de Franse tijd van Kleef installeerden zich daar de Franse “bezetters”, die gevolgd werden door Duitse ambtenaren nadat in 1821 Kleef het stadsdistrict Düsseldorf toegewezen was. Nog tot 1917 diende het burchtgebouw als gevangenis.

## Bouwgeschiedenis
Opgravingen in de jaren 1999/2000 hebben aangetoond dat er reeds aan het einde van de 11e eeuw een burchtgebouw was. De archeologen vermoeden echter dat haar oorsprong in de 10e eeuw ligt. De opgravingen toonden echter, dat vermoedens, dat de gebouwen Romeinse wortels zouden kunnen hebben, niet correct zijn.
Voor het eerst wordt de Zwanenburcht in 1184 in een Siegburger Mirakelboek vermeld. In die tijd bestond zij reeds uit een vierhoekige, uit tufsteen gebouwde woontoren met 2,5 meter dikke muren (gebouwd rond 1100), die sinds rond 1150 door een veelhoekige ringmuur omgeven werd. Aan de oostzijde van het areaal stond een ongeveer 12x30 meter metend paleis. De Brechtpoort in het oosten werd door de zogenoemde Johannistoren beveiligd. In het zuiden scheidde een aangelegde gracht de gebouwen van de rest van de heuvelrug. In het zuidwesten verhief zich toen al de 28 meter hoge Spiegeltoren met comfortabele toiletten en een ventilatiesysteem.
Dit sikkelvormig aangelegde complex behoorde in de 12e en 13e eeuw tot de grootste en pronkvolste wereldlijke (niet-kerkelijke) gebouwen aan de Nederrijn. Nog aan het begin van de 13e eeuw lag onder het burchtgebouw een afzonderlijk burchtdorp met onderkomens voor bedienden en ministerialen (leden van onvrije adel), dat daarna langzamerhand met de nabijgelegen stad Kleef samengroeide. In de 14e en 15e eeuw volgden talrijke aan- en verbouwingen met het gebruik van baksteen, om recht te doen aan de gegroeide politieke en culturele positie van de dynastie van Kleef.
Hertog Adolf I liet de Spiegeltoren tot een archief ombouwen, waarbij de beide onderste verdiepingen van gewelfde constructies voorzien werden.
Toen op 7 oktober 1439 de oude woontoren instortte, liet Adolf I op de plaats van de donjon door de hertogelijke Kleefse bouwmeester Johan Wyrenberg een slankere, maar daarmee ook 50 meter hogere, Zwanentoren bouwen. In 1440 werd er met de bouw begonnen, en 13 jaar later was het gebouw gereed. Op de torenspits werd in 1455 een vergulde zwaan gezet, die haar naam gaf aan het gebouw. Op de begane grond heeft de toren een muurdikte van 3,25 meter en de toren is van twee randen met vooruitspringende boogfriezen voorzien, waarvan de bovenste aan de hoeken door kleine hoektorens begrensd worden.
Hertog Willem de Rijke liet in de 16e eeuw de Zwanenburcht door Alessandro Pasqualini moderniseren en uitbreiden. Tot die uitbreidingen, die vandaag de dag allemaal niet meer behouden zijn, telden onder andere het in 1560 gebouwde, zuidelijk van de burcht gelegene Hertog-Willem-poort, dat in 1569/1570 door een lagere galerijvleugel in de stijl van de renaissance met de Johannistoren verbonden werd.
Onder de Brandenburgers werd de Zwanenburcht door de Nederlandse architect Pieter Post in de jaren 1663 tot 1666 overeenkomstig de tijdsmaak in een verfijnd slot in de stijl van de barok omgebouwd. In de nasleep van deze arbeid werden met uitzondering van de toren alle bestaande gotische bouwelementen verwijderd. In die tijd ontstonden onder andere een tussenvleugel met een monumentale deurdoorgang met daarboven aangebrachte Brandenburgse wapen, die vandaag de dag als hoofdingang gebruikt wordt, alsook bogengangen in de beide binnenhoven. De bouwmaatregelen gaven daarmee het gebouw zijn huidige aanblik.
Gebrekkig onderhoud in de tweede helft van de 18e eeuw en aan het begin van de 19e eeuw zorgde ervoor dat vele delen van het grote gebouwencomplex gesloopt moesten worden, bijvoorbeeld de kanselarij, het staufische (laat-romaanse) paleis met ridderzaal en de Johannistoren, alsook de Hertog-Willem-poort. Resten van een portaal met monolieten zuilen uit zwarte steen en rijk geornamenteerde spitsbogen werden aansluitend ingelijst in een deur in het binnenhof.
In 1828 volgde een verbouwing door de in de Zwanenburcht neergestreken administratie van justitie, om de gebouwen aan het toenmalige gebruiksgemak aan te passen. Daardoor werden enige historische kenmerkende bouwelementen vernietigd.
De eerste restauratiewerkzaamheden aan de overgebleven gebouwen werden in 1893-1897 gedaan, en in de nasleep van de eerste archeologische onderzoekingen aan het gebouw in de periode 1909-1914.
Gedurende de Tweede Wereldoorlog werd de Zwanenburcht op 7 oktober 1944 bij een Geallieerde luchtaanval zwaar beschadigd. Een vliegtuig schampte tegen de Zwanentoren en explodeerde. De daarop door de burgers van Kleef gedragen vereniging "Bauhütte Schwanenburg" zorgde in de jaren 1948 tot 1953 voor een gedeeltelijke wederopbouw van het gebouw. De in 1986 opgerichte vereniging “Freunde der Schwanenburg” volgde deze op en zorgt sindsdien continu voor het herstel en restauratie van de nog overgebleven bouwelementen, bijvoorbeeld de gotische ton- en kruisgewelven in de Spiegeltoren (1988).

## Huidig gebruik
De Zwanenburcht is nu de zetel van het Amtsgericht en het Landgericht van Kleef (vergelijkbaar met een kantongerecht en een rechtbank in Nederland). In de Zwanentoren bevindt zich ook op meerdere etages een geologische verzameling van het gemeentelijk museum van Kleef. Na afspraak kan in het kader van een rondleiding ook de Spiegeltoren bezocht worden.

## Afbeeldingen

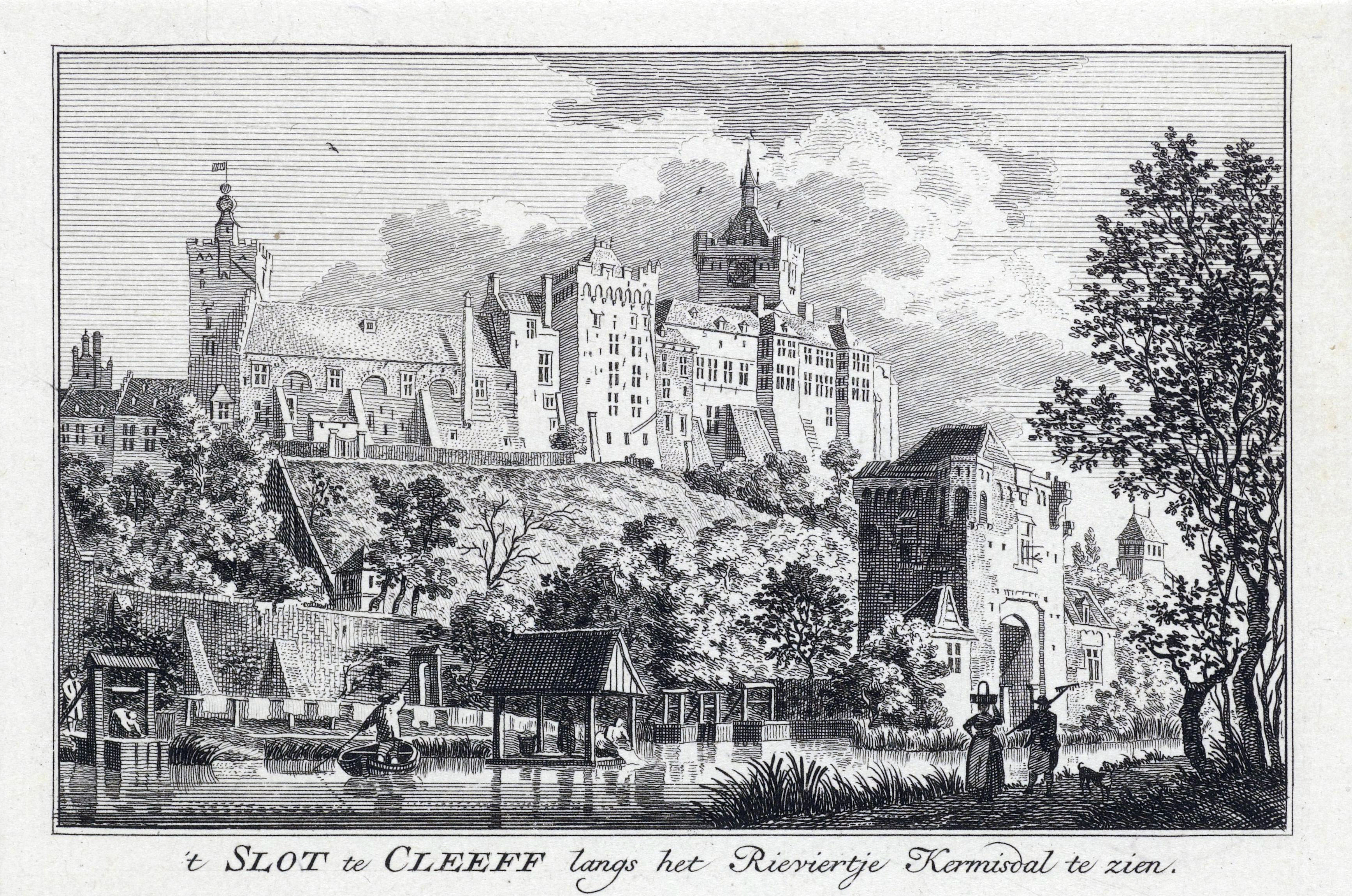
Zwanenburcht gezien van het zuiden. 1758 door Jan de Beijer
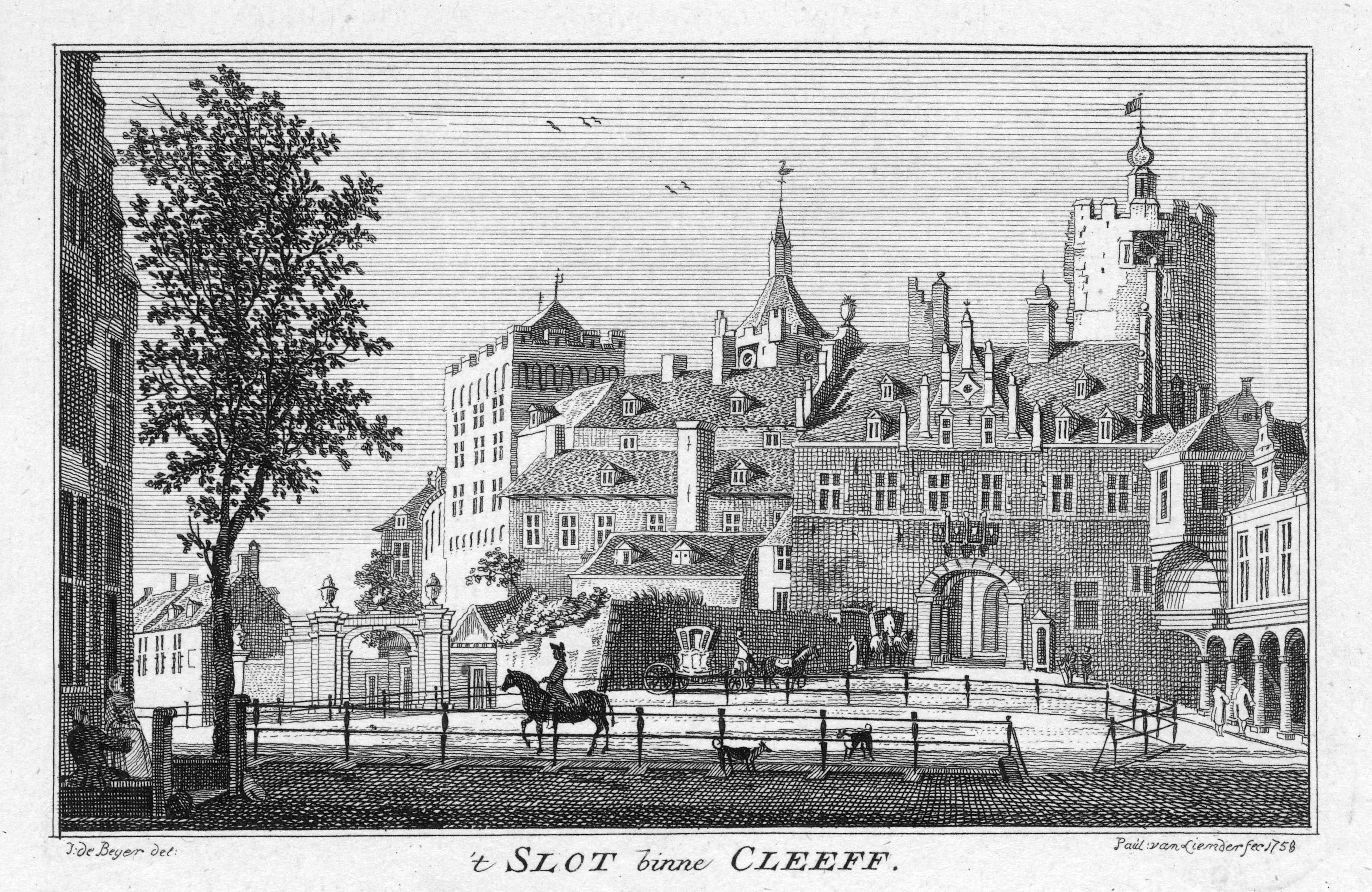
Zwanenburcht overzicht ingangszijde. 1758, Jan de Beijer
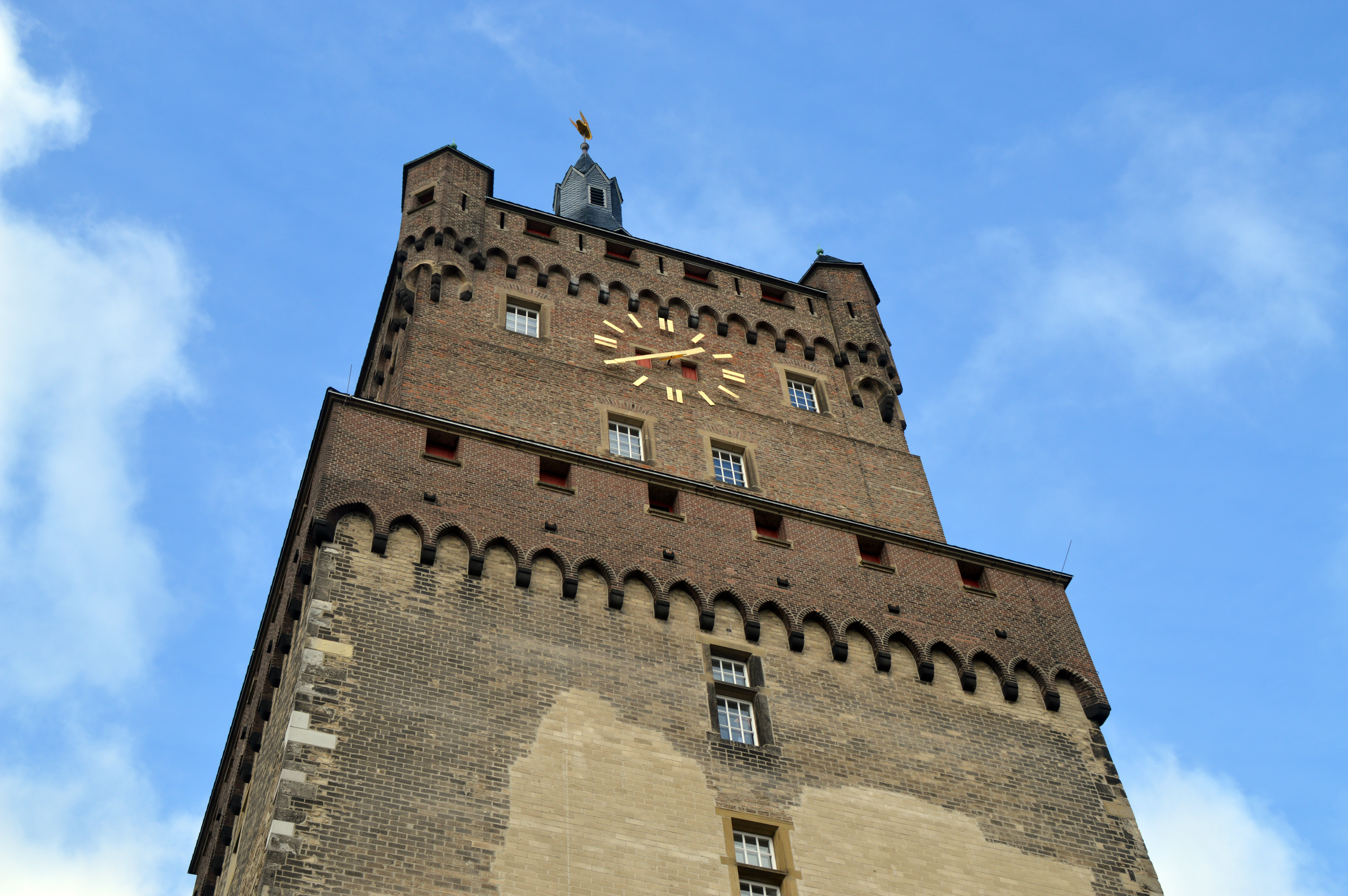
Zwanenburcht toren van onder gezien
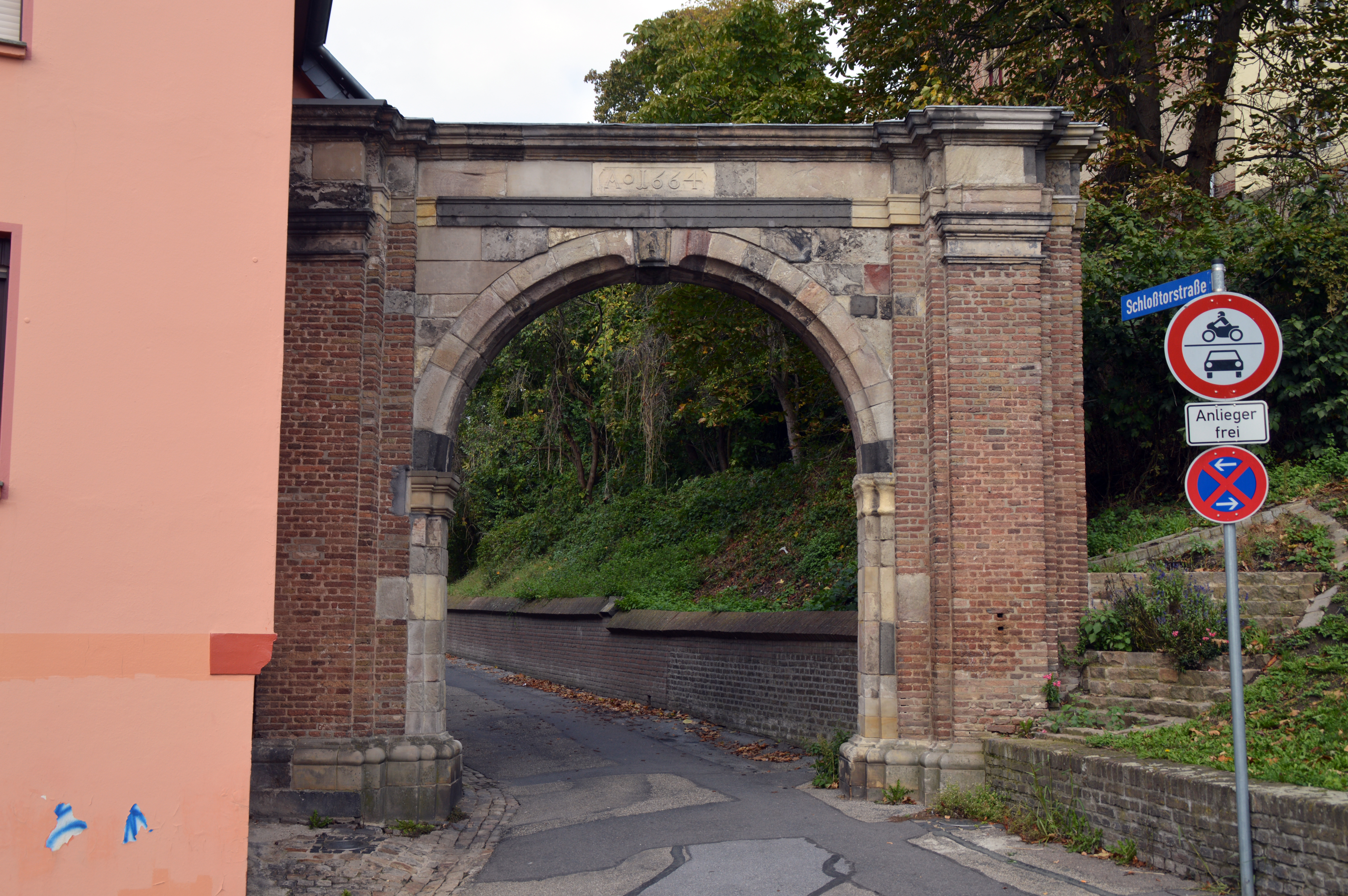
Poort uit 1664 aan weg om het slot
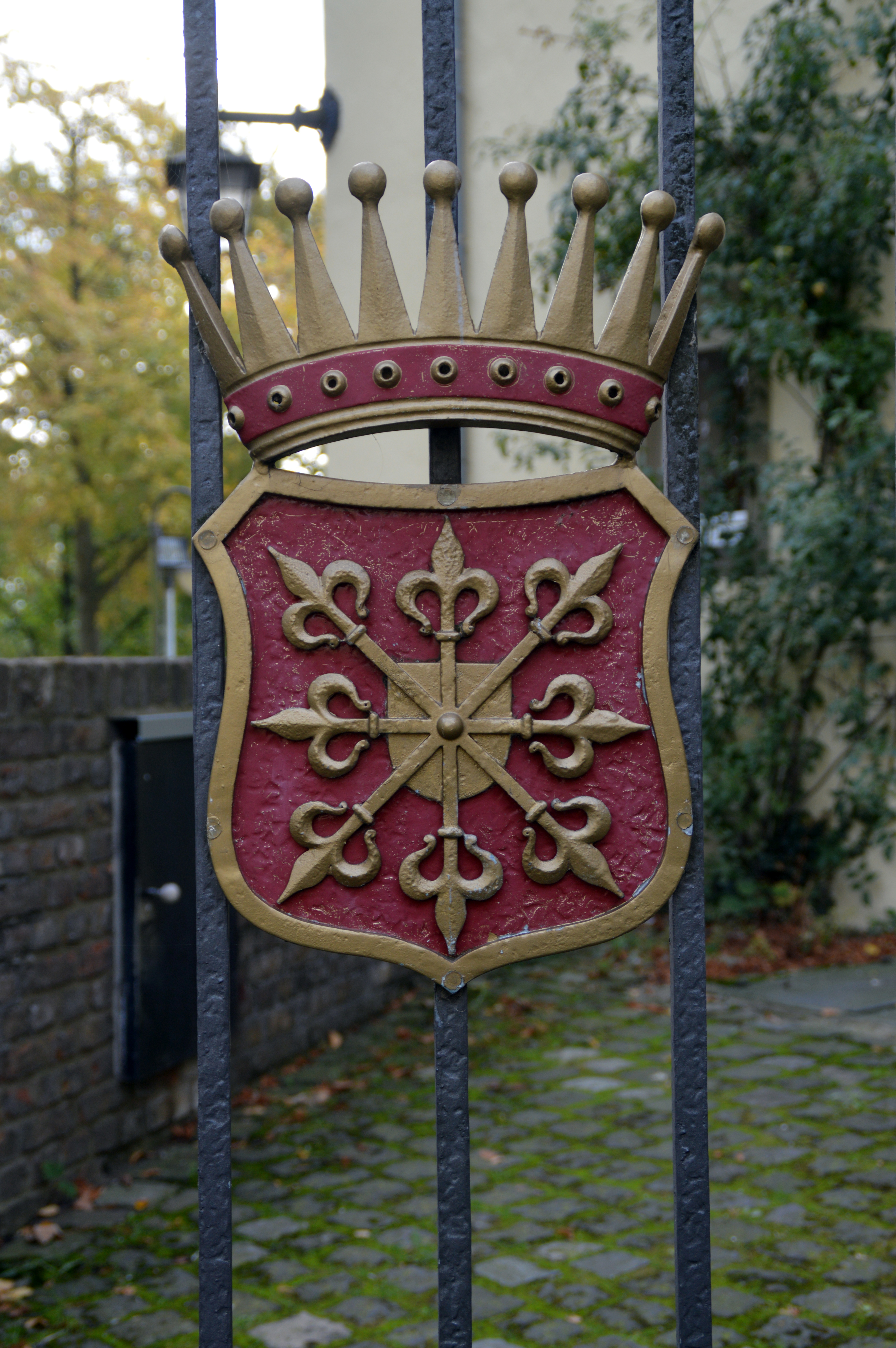
Wapenschild Hertogdom Kleef
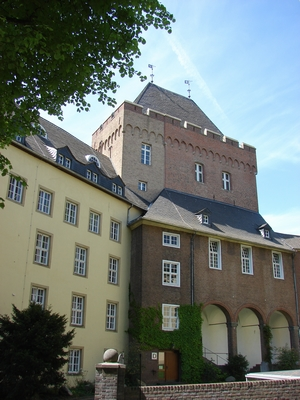
Kantoren van het gerechtshof Kleef, toren met museum
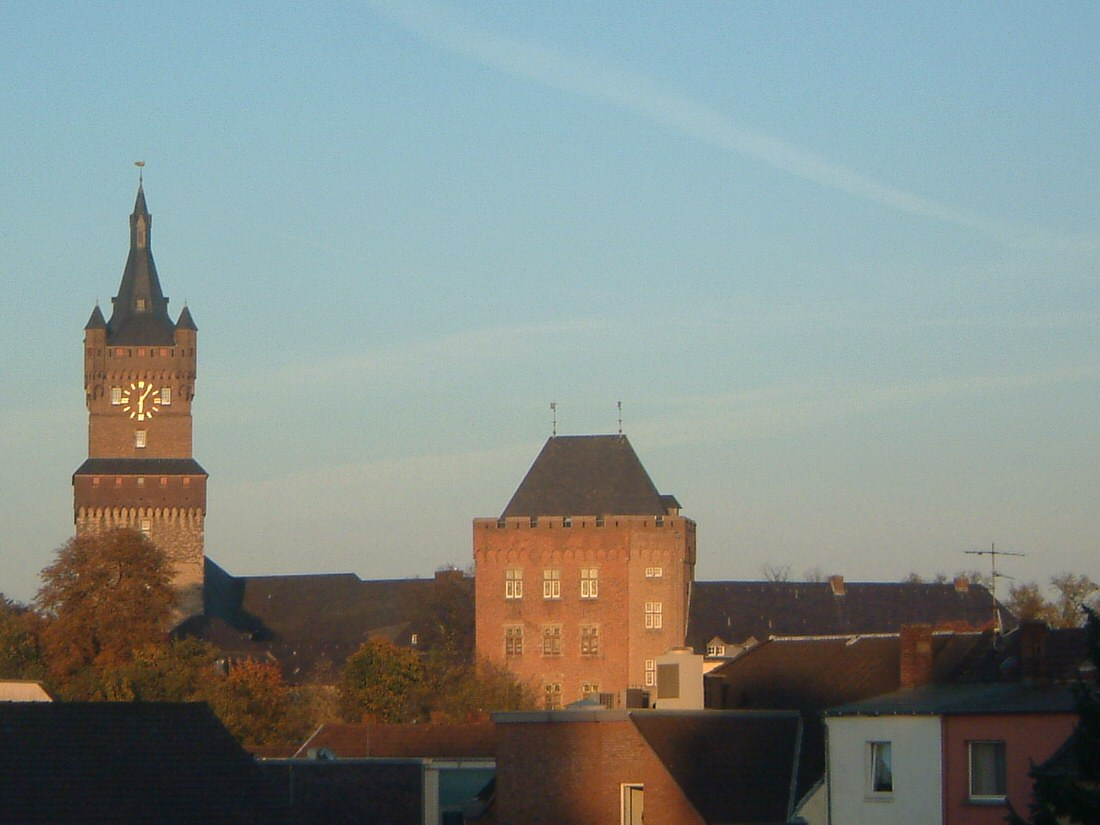
Skyline van het slot
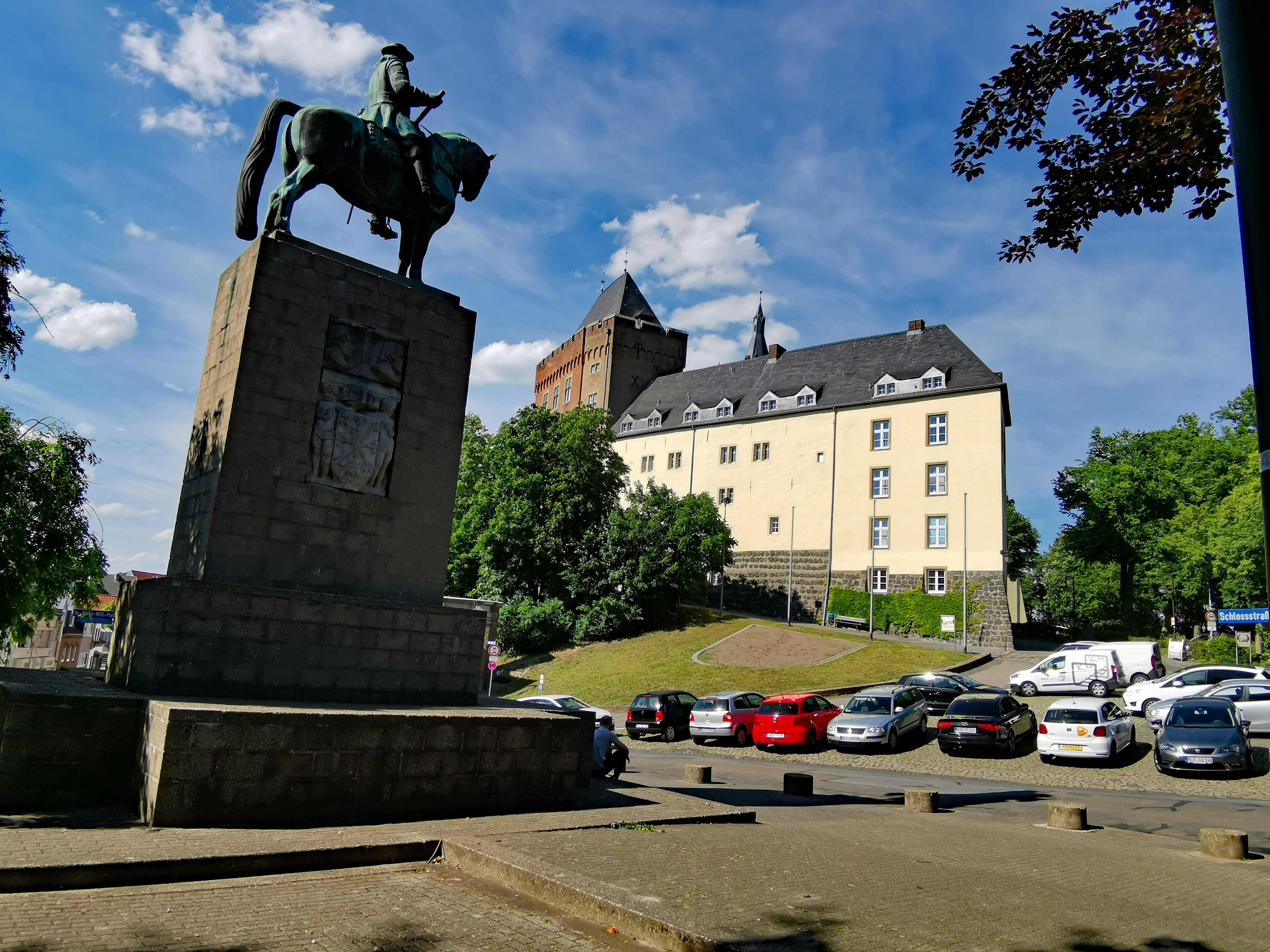
Beeld van Kurfürst Friedrich Wilhelm I voor het kasteel
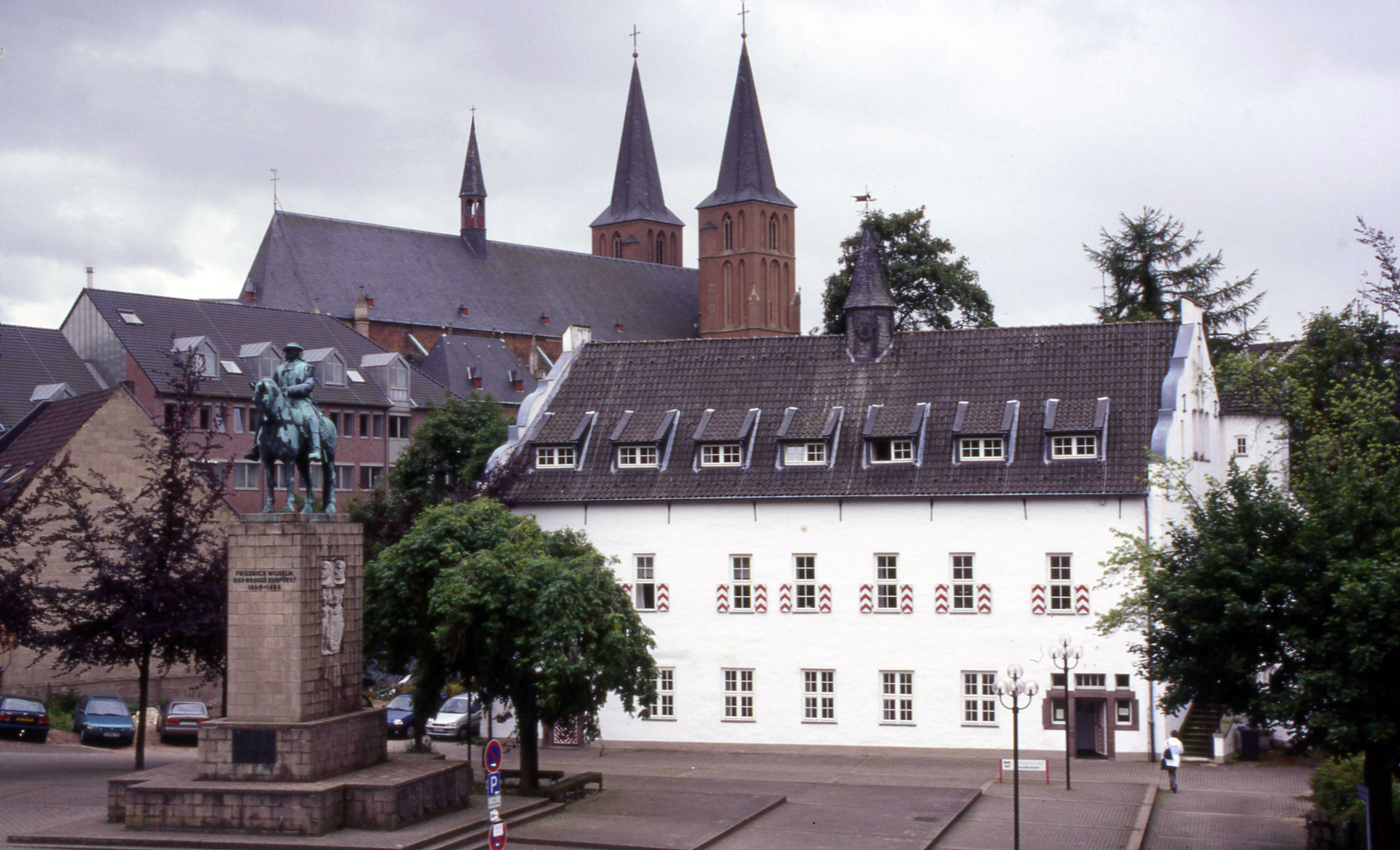
Marstall tegenover het kasteel
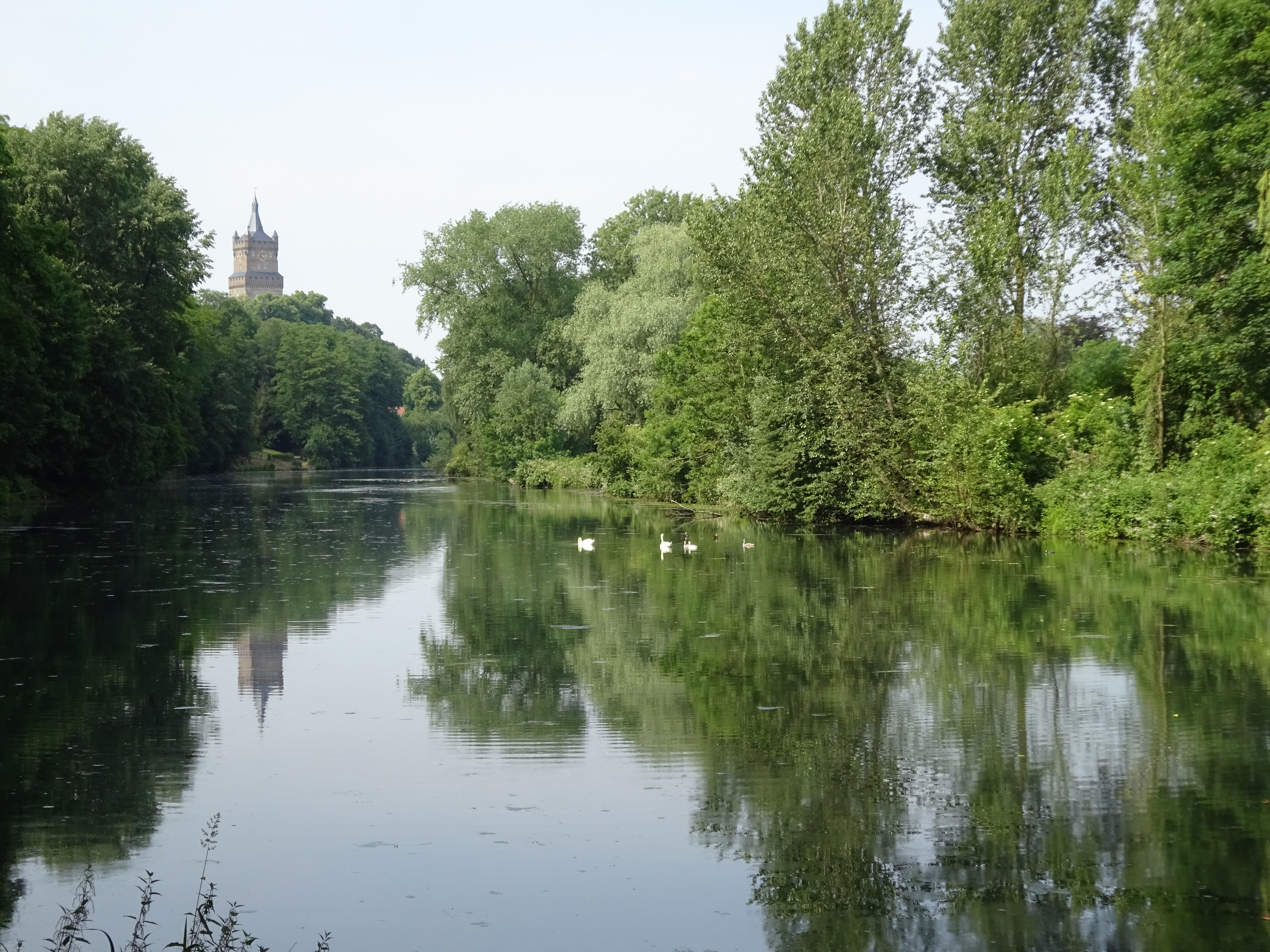
Zwanenburcht vanaf de Kermisdahl
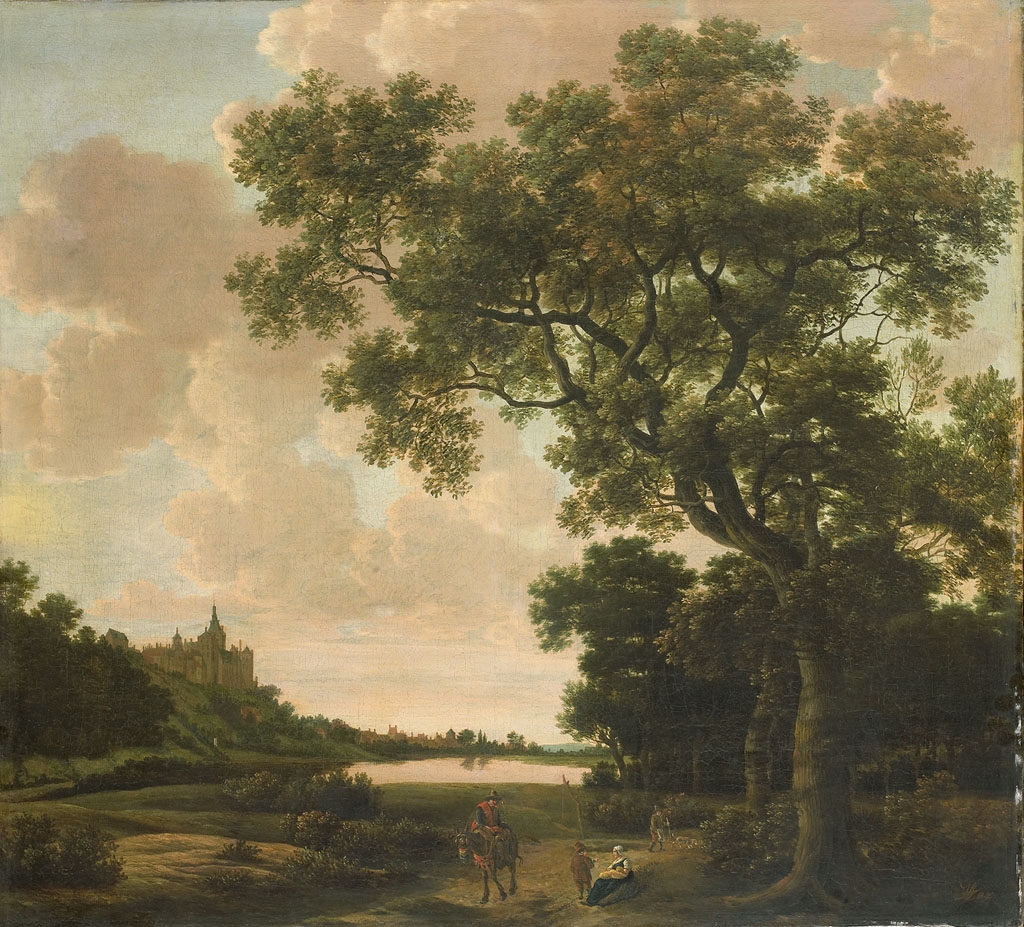
Zwanenburcht door Joris van der Haagen, ca. 1660